# OpenCms
OpenCmsは、XMLとJavaベースのオープンソースのコンテンツ管理システム (CMS) である。ドイツのAlkacon SoftwareからLGPLによって公開されている。
HTMLの知識がなくても複雑なウェブサイトを構築・運用することができる。付属のWYSIWYGエディターを使用することでコンテンツを簡単に作成することができ、作成されたコンテンツはテンプレートエンジンによって統一されたレイアウトに整形されて出力される。ライセンス費用は掛からない。グローバルなサイト構築を前提として、全言語に対応し、ユーザー向けのみならず、管理者向けメニューも10ヶ国語以上用意されている。
保守サービスは開発元のAlkaconおよび認定パートナーから提供され、日本では株式会社ユニヴァ・ペイキャストが提供している。
世界中でバイエル製薬、キマンダ、トミー・ヒルフィガー、ザ・ノースフェイスをはじめとした大企業や組織のグローバルサイトを中心に多くの導入事例がある。日本でも大手新聞社、一部上場企業、NECソフトなど大規模サイトを中心に事例がある。

## OpenCmsの特色
```
   ・ページ・エディターを使用して、WYSIWYG環境でウェブページを直接編集したり、ドラッグ・アンド・ドロップ操作でコンテンツの操作を行うことができます。
   ・構造化コンテンツの編集を定義済みのフォームマスクで行うフォーム・ベースのエディターを使用できます。
   ・サイトマップ・エディターを使用することで、ページを作成しドラッグ・アンド・ドロップの操作によってページをナビゲーションの別の階層に移動することができます。
   ・Bootstrap 3に基づいて作られたレスポンシブル・デモ・テンプレート。
   ・プレビューや端末特有のコンテンツコントロールを含む携帯端末向けのコンテンツ作成機能。
   ・シンプルなXMLスキーマを使って構造化コンテンツを定義することができます。
   ・簡単に使えるオンライン／オフライン・ワークフローによって、変更が反映される前に承認プロセスを経るようにできます。
   ・すべての内部リソースに対してリンク切れを検出するリンク管理。
   ・画像のサイズ変更と切り抜きのサポート。
   ・SEO対応のサポートによるsitemap.xmlとページエイリアスの自動生成。
   ・「組織ユニット（OU)」のコンセプトによるユーザー管理のサポート。
   ・１つのOpenCmsインストールで複数のウェブサイト管理。
   ・コンテンツは動的に送られるか、静的なHTMLファイルにエクスポートされるかの選択可能。
   ・共有ネットワークドライブ上でのコンテンツリポジトリへのアクセス
   ・OpenCmsコンテンツ・リポジトリーへのCMISおよびWebDAVアクセス。
   ・Apache Solr統合による検索の強化とnoSQL風のクエリのサポート。
   ・ウェブページ内だけでなく、PDFやMSオフィス文書、Open Office文書などもに対しても全文検索できます。
   ・フレキシブルなモジュールシステムによってエクステンションを追加できます。
   ・「タイム・ワープ」機能によって期限切れやまだリリースされる前のリソースを閲覧できます。
   ・テンプレート、ダイナミック・フォームなどによって動的機能をJSPによって実現。
```

　　・・・など

## 動作環境
OpenCmsは、完全なオープンソース環境、商用環境問わず、ほとんどのITインフラに対応することができる。
- OS : Linux / Solaris / Windows NT等
- Webサーバ : Apache / Tomcat / BEA WebLogic / IIS等
- データベース : MySQL / PostgreSQL / Oracle等